# Золотой Камень (гора, севернее хребта Золотой Камень)
Золотой Камень — гора и горный массив в Красновишерском районе Пермского края. Расположена севернее хребта Золотой Камень с одноименной вершиной, в 18 км южнее посёлка Вая. Абсолютная высота 876,8 м. Покрыта смешанным лесом. Вершина плоская, склоны пологие, на северном, более крутом, скальные выходы.
С горы Золотой Камень берут начало несколько рек. На заболоченном южном склоне горы истоки реки Акчим, на западном — Средняя Золотиха, не севере, в понижении, отделяющем вершину от горы Ереминская — Верхняя Золотиха, на северо-восточном — Золотушка. С восточных склонов стекают Большая Золотанка и её приток Малая Золотанка.